# Saint-Hilaire-la-Gérard
Saint-Hilaire-la-Gérard is een plaats en voormalige gemeente in het Franse departement Orne (regio Normandië) en telt 107 inwoners (2009). De plaats maakt deel uit van het arrondissement Alençon. Saint-Hilaire-la-Gérard is op 1 januari 2019 gefuseerd met de gemeente Mortrée tot een nieuwe gemeente, eveneens geheten Mortrée; de verdwijnende gemeenten kregen de status van commune deleguée. 

## Geografie
De oppervlakte van Saint-Hilaire-la-Gérard bedraagt 8,8 km², de bevolkingsdichtheid is dus 12,2 inwoners per km².
De onderstaande kaart toont de ligging van Saint-Hilaire-la-Gérard met de belangrijkste infrastructuur en aangrenzende gemeenten.

## Demografie
Onderstaande figuur toont het verloop van het inwonertal (bron: INSEE-tellingen).